# Комнатный дворянин
Комнатный дворянин — придворный чин в Русском царстве. Комнатные дворяне выполняли обязанности прислуги государя, но при этом «токмо по высокой его величества милости временно допущены были входить в комнату».
Древний чин придворного дворянина послужил основой учреждённого Петром I чина камер-юнкера.